# Steven Purcell
Steven Purcell là một cựu chính khách Đảng Lao động Scotland, từng là ủy viên hội đồng của phường Drumchapel/Anniesland của Hội đồng Thành phố Glasgow. Ông là lãnh đạo của hội đồng từ ngày 24 tháng 5 năm 2005 cho đến ngày 2 tháng 3 năm 2010, khi ông tuyên bố sẽ đứng xuống từ vị trí này do căng thẳng. Ông đã từ chức chức vụ ủy viên vào ngày 5 tháng 3 năm 2010.
Vào cuối tháng 9 năm 2011, đơn vị tội phạm lớn của Cảnh sát Strathclyde đã hoàn thành một cuộc điều tra về Purcell về các cáo buộc tham nhũng và liên kết với các băng đảng trong thời gian làm Lãnh đạo Hội đồng Thành phố Glasgow và đã nộp báo cáo cho Kiểm sát viên-Tài chính. Vào tháng 1 năm 2012, Crown Office tuyên bố rằng không có đủ bằng chứng về tội phạm và hiện tại không có hành động nào phù hợp.

## Đời tư
Sinh năm 1972 tại Glasgow, Purcell đã sống cả đời trong khu vực Yoker của thành phố. Ông là một người hâm mộ bóng đá sắc sảo và thích đọc sách, âm nhạc, lịch sử và tranh luận giữa nhiều sở thích. Năm 2006, ông tuyên bố mình là người đồng tính và đang ly thân với vợ.